# Troupes austro-hongroises sur le front de l'Ouest
 (juillet 2019).
Si vous disposez d'ouvrages ou d'articles de référence ou si vous connaissez des sites web de qualité traitant du thème abordé ici, merci de compléter l'article en donnant les références utiles à sa vérifiabilité et en les liant à la section « Notes et références ».

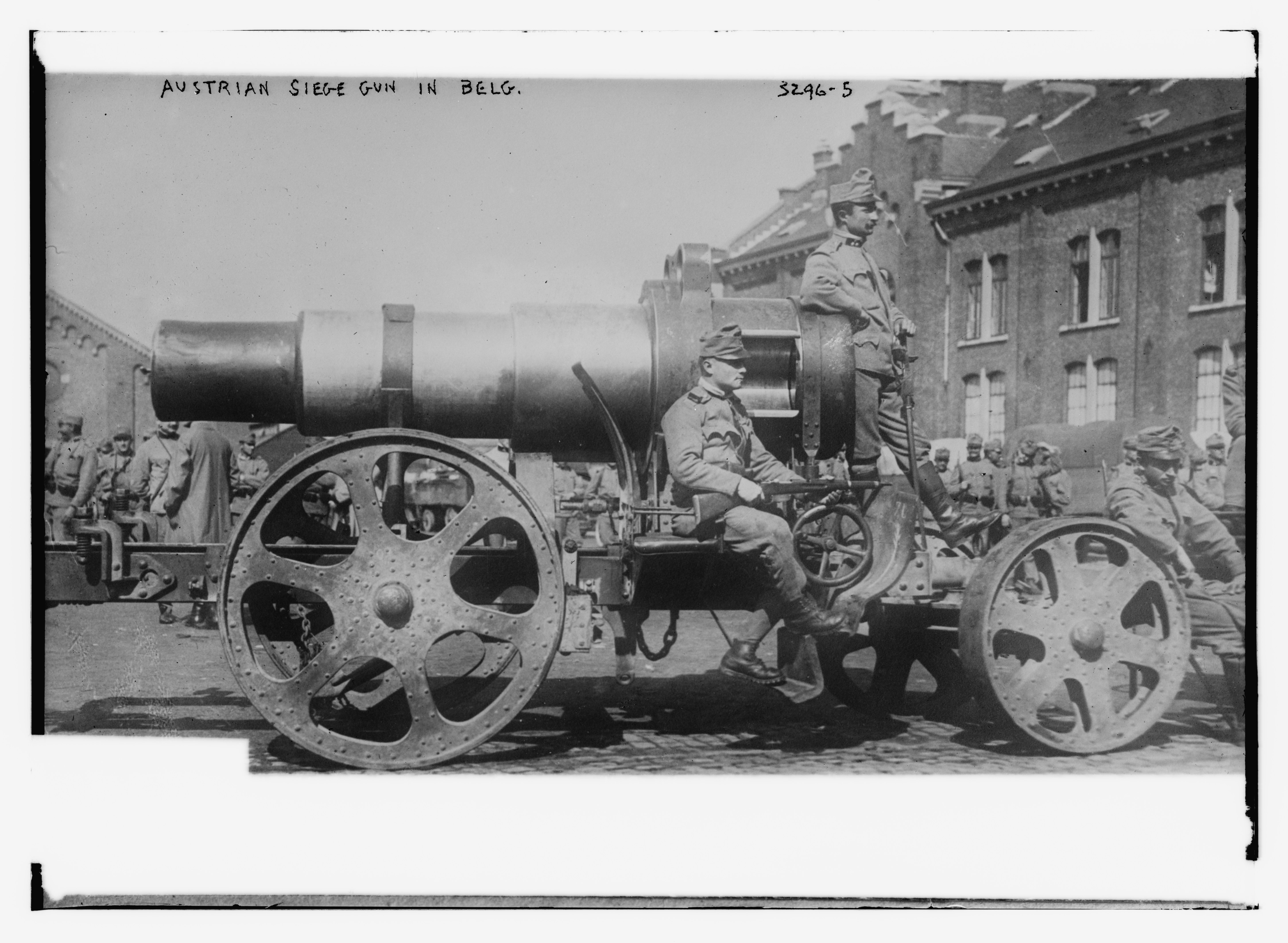
Mortier Skoda de 305 mm motorisé, 1914

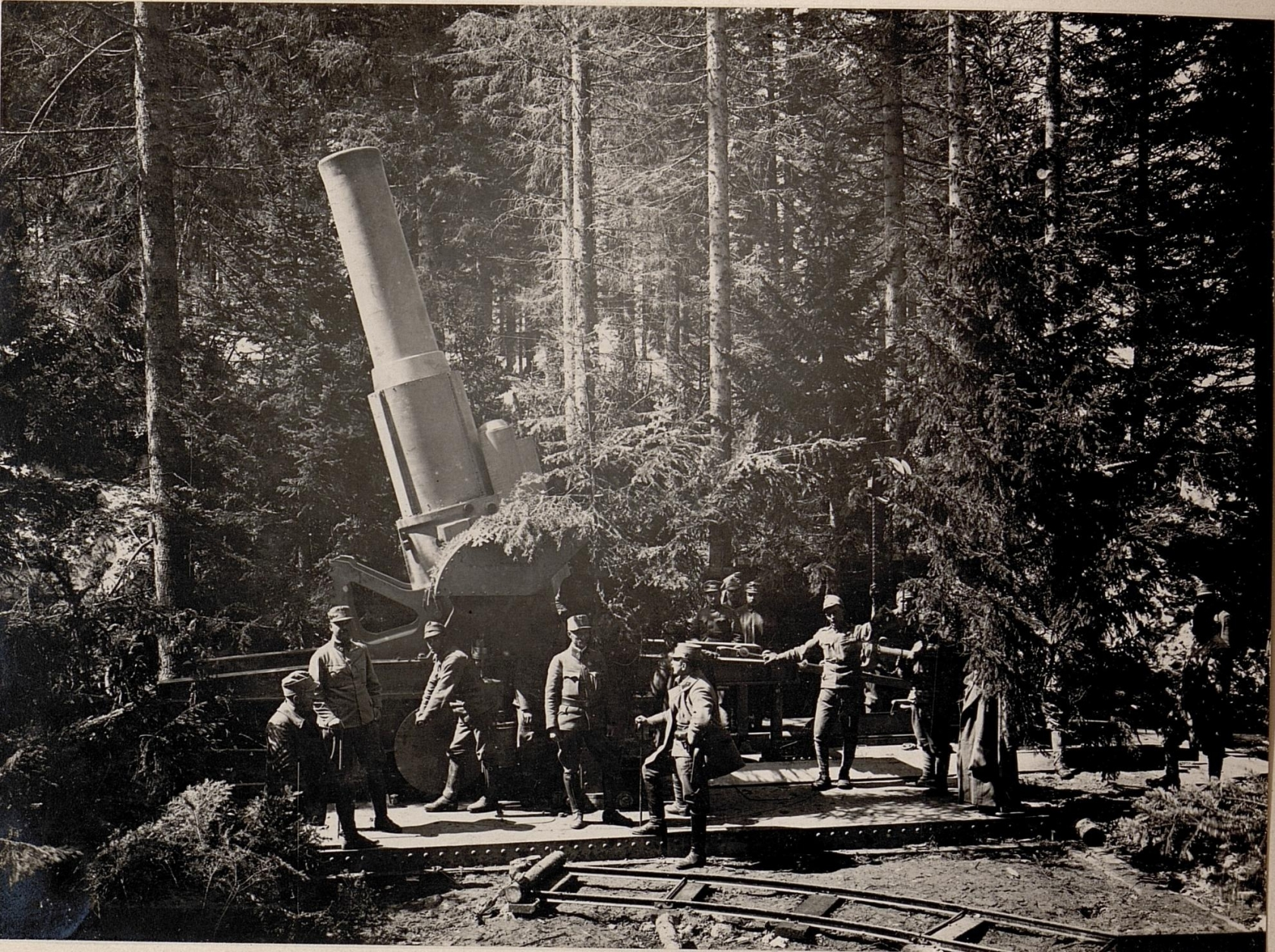
Mortier de siège de 380 mm, 1916

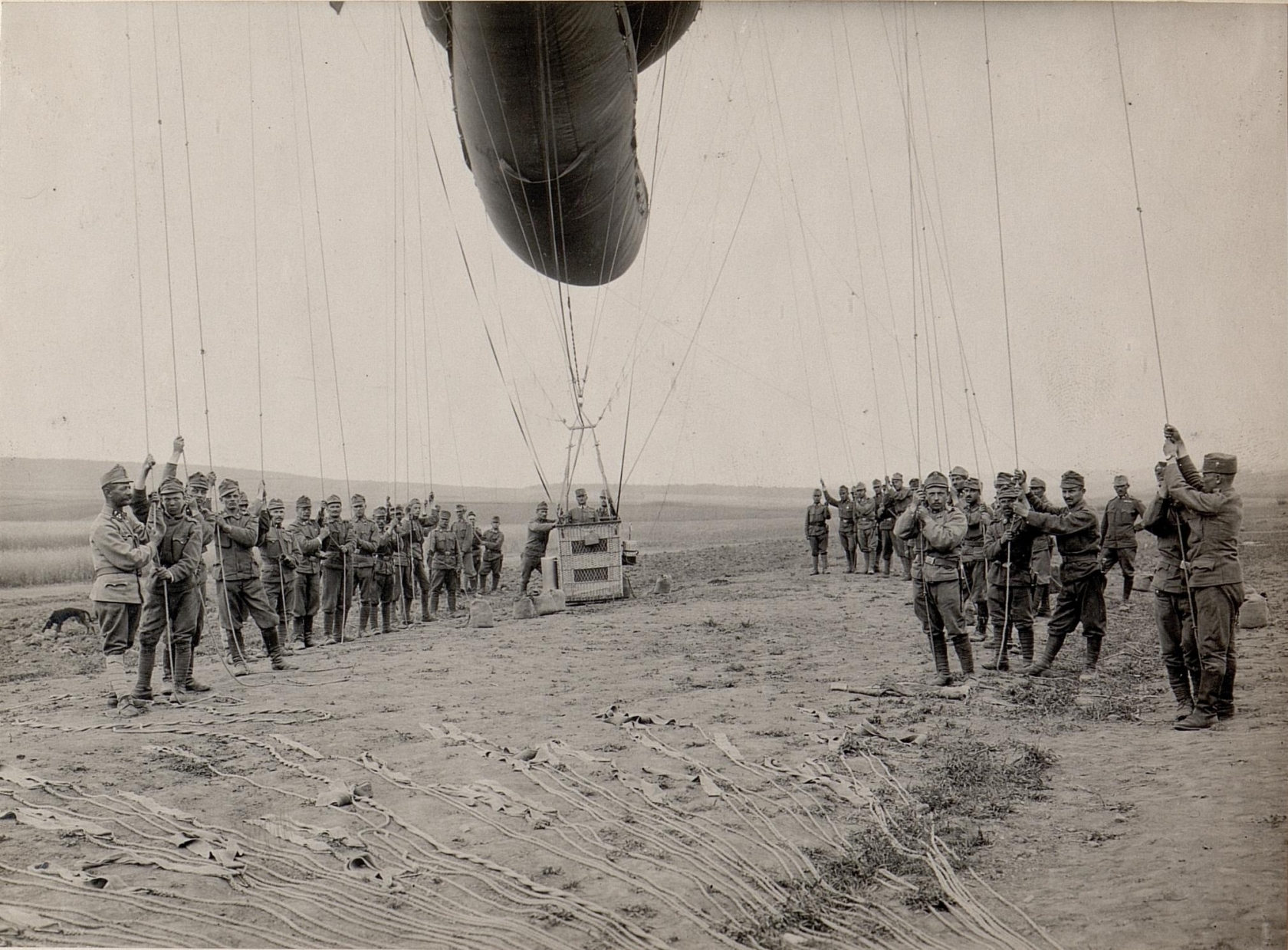
Ballon d'observation austro-hongrois vers 1917

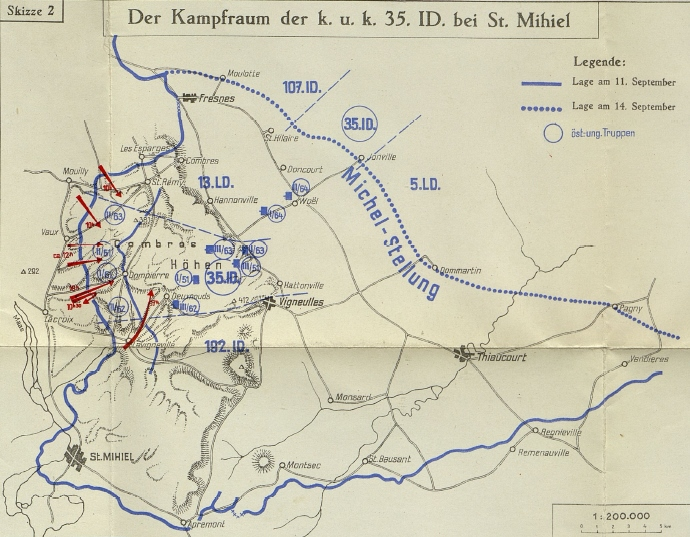
35e division d'infanterie KuK dans la bataille de Saint-Mihiel, septembre 1918 guerre mondiale.

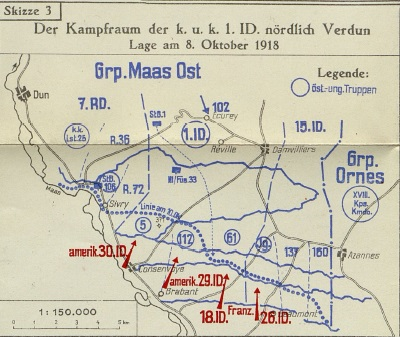
1re division d'infanterie Kuk dans les combats au nord de Verdun, octobre 1918 guerre mondiale.

Place de St. Mihiel, France, septembre 1918 guerre mondiale.

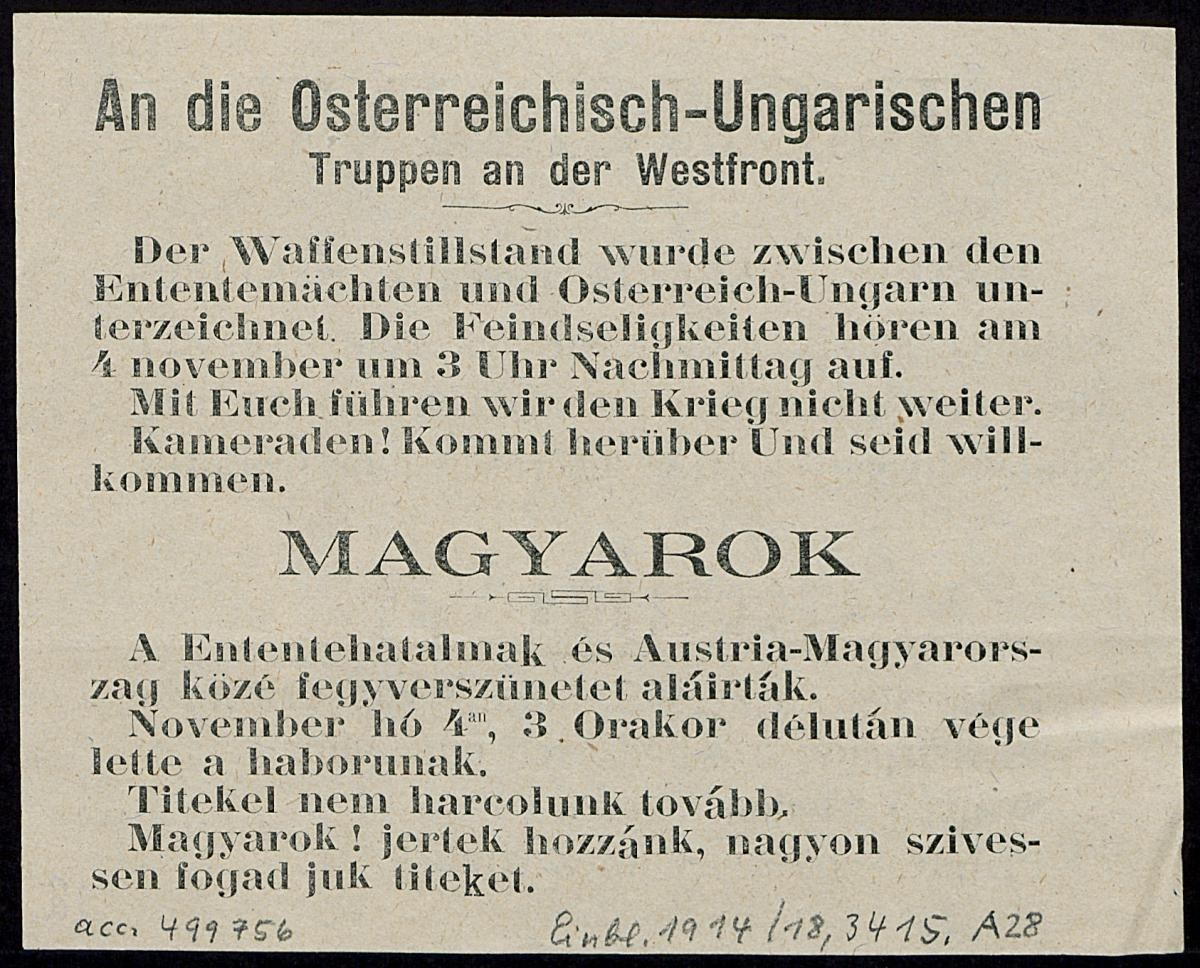
Affiche en allemand et hongrois annonçant la capitulation de l'Autriche-Hongrie le 4 novembre 1918 guerre mondiale.

Pendant la Première Guerre mondiale, l'Empire austro-hongrois, allié de l'Allemagne, envoie à plusieurs reprises des troupes sur le front de l'Ouest pour appuyer les efforts de l'armée allemande. Il s'agit essentiellement d'artillerie, déployée en Belgique en 1914 et en Lorraine française en 1915, puis de troupes d’infanterie et d'artillerie en France pendant l'année 1918.

## 1914-1915
À partir du 2 août 1914, l'armée austro-hongroise (armée impériale et royale, KuK) met à la disposition de l'état-major allemand deux corps d'artillerie lourde qui prennent part à l'invasion de la Belgique, au siège de Namur (du 20 au 25 août) puis à celui d'Anvers (du 28 septembre au 10 octobre). Ce sont deux demi-bataillons d'artillerie de forteresse venus respectivement de Cracovie et de Gorizia-Vipava, chacun comprenant deux batteries de mortiers lourds Skoda 305 mm Model 1911.
Ces batteries sont brièvement déployées dans le secteur d'Ypres puis devant Verdun et à l'ouest de Metz. Elles sont rapatriées en Autriche-Hongrie entre mars et mai 1915.

## 1918
À partir de février 1918, les 25e, 59e, 206e, 45e et 54e régiments d'artillerie lourde de campagne sont envoyés en France pour les préparatifs de l'offensive du printemps 1918. Deux batteries des 2e et 6e régiments d'artillerie lourde de campagne, équipées de mortiers de siège de 380 mm (38 cm Belagerungshaubitze M 16 (en)), n'entreront en action que plus tard à cause de problèmes de compatibilité des munitions. En mars, l'armée austro-hongroise envoie encore d'autres unités d'artillerie, des ballons d'observation et 15 000 prisonniers russes.
Pendant l'été 1918, le XVIIIe corps d'armée austro-hongrois, convoyé en 234 trains de transport et commandé par le Feldmarschalleutnant Ludwig Goiginger, est déployé en France dans le secteur de Verdun. Il comprend :
- 1re division d'infanterie (Joseph Metzger)
- 35e division d'infanterie (Eugen von Podhoránszky)
- 37e division d'infanterie de Honvéd (Johann Haber)
- 106e division de Landsturm (Karl Kratky)

Leur base logistique est établie à Arlon en Belgique. En complément d'équipement, ces troupes reçoivent 200 mitrailleuses Lewis Mark I prises aux Britanniques.
Du 11 au 13 septembre 1918, la 35e division participe à la bataille de Saint-Mihiel contre les Français et les Américains et perd environ 3 300 hommes.
Du 1er au 13 octobre 1918, la 1re division est durement éprouvée dans les combats du saillant de l'Orne, au nord de Verdun, face à l'offensive du corps expéditionnaire américain et perd environ 5 000 hommes, soit 55 % de son effectif initial. À la fin d'octobre, son effectif est réduit à 2 700 hommes. Quelques jours plus tard, 400 hommes doivent être évacués, victimes d'intoxication par les gaz de combat.
Vers la mi-octobre, la 106e division de Landsturm ne compte plus qu'un régiment et un bataillon d'assaut opérationnels, intégrés à la 7e division de réserve allemande.
Dans la première moitié de septembre 1918, la 37e division de Honvéd est envoyée au sud de Strasbourg et intégrée au groupe d'armées du duc Albert de Wurtemberg. Elle est surtout employée à la construction de fortifications.
Le 16 octobre 1918, le chef d'état-major allemand Erich Ludendorff réclame à l'Autriche-Hongrie 4 divisions supplémentaires pour le front de l'Ouest. Mais, le 24 octobre, les Alliés engagent l'offensive de Vittorio Veneto, sur le Piave. Le commandement austro-hongrois, vu la situation critique sur le front italien, demande le rapatriement de toutes les unités déployées en France. L'armistice de Villa Giusti, signé le 3 novembre, met fin aux hostilités entre l'Autriche-Hongrie et les Alliés.
Le commandement du XVIIIe corps d'armée est transféré d'Arlon à Thionville, en Lorraine française. Le rapatriement des unités s'avère compliqué et des tensions opposent entre eux les soldats austro-hongrois, devenus des ressortissants de plusieurs États indépendants. Seule la 37e division de Honvéd est prête pour le transport vers la Hongrie au 14 novembre.

## Sources et bibliographie
- (de) Cet article est partiellement ou en totalité issu de l’article de Wikipédia en allemand intitulé « Österreich-Ungarns Truppen an der Westfront (Erster Weltkrieg) » (voir la liste des auteurs) dans sa version du 6 juin 2017.